# Trent Lockett
Trent Lockett, né le 10 décembre 1990 à Golden Valley au Minnesota, est un joueur américain de basket-ball.

## Palmarès
- Vainqueur de la Coupe d'Israël 2020